# Remember Tomorrow
Remember Tomorrow (Помни Будущее) — Космическая глобальная стратегия, 1998 года, выпущенная компанией SoftWarWare.

## Сюжет
После зарождения христианской религии с приближением более — менее круглой даты люди начинают ждать конца света. Его ждали в сотом и пятисотом году от Рождества Христова, а уж перед наступлением 1000 года в Европе почти никто не сомневался в приближении второго пришествия. И вот теперь скоро наступит 2000 год. Конечно, современный человек не очень-то верит всем этим древним суевериям, зато очень верит суевериям новым. Так что от двухтысячного года ожидают многого, в том числе и конца света. По крайней мере, петербургская фирма SoftWarWare в прелюдии к своей игре Remember Tomorrow (Помни Будущее) обещает нам, что 31 декабря 1999 года наступит если и не конец света, то конец привычного для нас существования. В этот день на орбите Земли произойдёт сражение космических кораблей каких-то двух могущественных цивилизаций. Они вполне успешно истребят друг друга, однако на головы ни в чём не повинных землян посыплются пылающие обломки. Сначала всё будет плохо — всякие стихийные бедствия, глобальное потепление и другие напасти истребят почти всё человечество. Но потом всё станет хорошо — исследуя причинившие столько бед обломки, учёные откроют много полезных вещей, и людям, откроется дорога к звёздам.
Как это обычно бывает в стратегических играх, вся эта предыстория почти никак не связана с самой игрой. Поэтому расскажем, что же там на самом деле происходит. Итак, имеется более-менее обширная галактика, в которой обитают люди и другие забавные создания. Все они живут на своих планетах и друг с другом не знакомы. Но с самого начала игры всем доступны межзвёздные путешествия, так что очень скоро эти создания начинают летать туда- сюда и искать богатые планеты для колонизации. Планеты могут быть богатыми разными природными ресурсами, но самым главным является некий минерал — бурмитон. Он достаточно редок, и планеты, таящие его в своих недрах, становятся лакомым кусочком для любых разумных существ.
Авторы не ставят перед игроком никаких определённых задач и не определяют сроков окончания игры, однако понятно, что необходимо захватить, как можно больший кусок космоса и как-то расправиться с конкурентами.
Особенности:
1. Космический бой в реальном масштабе времени с участием сотен кораблей
2. Мощный дизайнер звездолётов
3. 300 мегабайт игровой графики разрешением 800*600
4. 9 основных сценариев
5. Регулируемая скорость игры
6. Возможность автоматической экономики
7. Игра исходно создавалась на русском языке

Дополнения версии 1.01:
1. Генератор сценариев
2. Возможность запуска на ХР

Основной особенностью и запоминающейся чертой игры является действительно мощный дизайнер кораблей, который позволяет создавать корабли практически на любой вкус и цвет. На дизайн корабля налагается только ограничения по объёму внутренних отсеков кораблей, давая возможность непосредственного размещения оборудования по кораблю.

## Геймплей
Корабли можно разделить на следующие типы и виды:
- маленькие корабли
  - истребители
  - перехватчики
  - тяжёлые истребители
  - шаттлы
- большие корабли
  - корветы (начальный дизайн которых представлен боевым, колониальным и десантным вариантами)
- очень большие корабли
  - лёгкие крейсеры
  - тяжёлые крейсеры
- гигантские корабли
  - линейные крейсеры
  - дредноуты
- спутники
- орбитальные платформы

## Фракции
играбельные:
- Земляне — обычные люди
- Магеланцы — очень похожи на людей, по мнению людей, являются самыми красивыми. Также существует мнение, что именно магеланцы являются предками людей. Согласно легенде имеют божественное происхождение, много веков назад были изгнаны за грехи из магеланова облака, а в день искупления за ними прилетит огромный флот, который вернёт их назад
- Вагаларры — внешне похожи на коал с серебристым мехом. Себе приписывают миролюбие, но почитают кровную месть. Развиты медицина, биология, химия
- Эрианцы — гуманоиды с кожей, как у хамелеона, и выражением эмоций путём смены цвета кожи
- Шаратары — выглядят, как антропоморфные большие кошки без хвоста. Хитры, коварны, непредсказуемы и агрессивны
- Гавакены — обладают птичьей внешностью, воинственностью и склонностью к наёмничеству. Экспрессивны, отличаются как обидчивостью так и незлопамятностью. Не умеют строить дредноуты, но имеют мощные истребители.

неиграбельные:
- Логане (по прозвищу «огрызки») — мутанты из свалки радиоактивных отходов известных как Логанская аномалия. Обладают высоким интеллектом и устойчивы к радиации, понимают только язык силы. Известны как тем, что превращают обычные планеты в радиоактивные пустыни, так и тем, что способны колонизировать планеты непригодные к колонизации. В ходе Первой Галактической Войны в союзе с Дрилами уничтожили несколько галактических рас, но потерпев поражение от объединённого флота в битве у Бетельгейзе, были вынуждены вернуться в родную аномалию. Часто прилетают к игроку первыми с вполне мирным предложением устроить на планете радиоактивную свалку. Имеют грубоватое чувство юмора с оттенком хулиганской брутальности и любят сыпать шутками на дипломатических переговорах.
- Дриллы — описываются как смесь бульдога и носорога (хотя выглядят как орангутанги с костистыми наростами), известные своей тупостью и неспособностью строить корабли больше фрегата. После поражения в первой галактической войне перешли под покровительство Великой Эрианской Империи. В дипломатии предпочитают лесть, предательство и угрозы. Отличаются агрессивностью и обидчивостью. В космос впервые вышли, перебив команду потерпевшего крушение шаратарского военного корабля
- Урганы — ящеры (немного похожие на гуманоидов), известны агрессивностью

## Продолжение
Начата работа над продолжением игры.
На данный момент доступен патч 1.02, исправляющий часть недоработок, и патч 1.03, который существенно изменяет баланс игры — все это работает под DosBox.
Версия 1.04 работает нативно под Windows и Mac OS X без использования DosBox.
Версию 1.5 можно скачать c сайта www.softwarware.com — это полная авторская переделка под высокое разрешение, с новой графикой и новыми возможностями.
Далее планируется порт под Android и iOS.
Параллельно перерисовывается графика игры.
Игра несколько изменила название. Теперь игра называется Polaris Sector.

## Оценки
| Русскоязычные издания | Русскоязычные издания |
| Издание               | Оценка                |
| --------------------- | --------------------- |
| «Игромания»           | [ 1 ]                 |